# 1654 w polityce

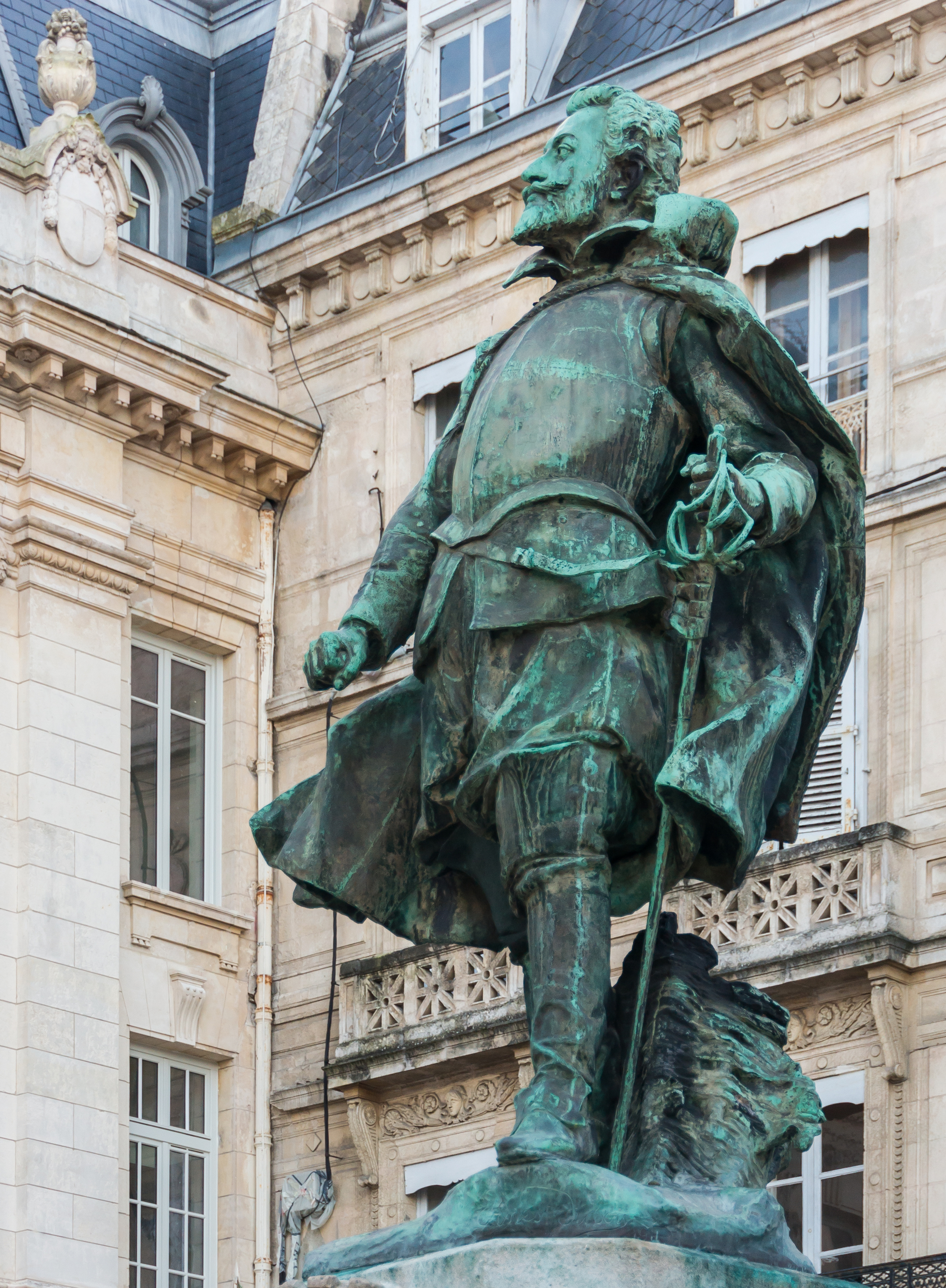
Pomnik Jeana Guitona

Wydarzenia polityczne w 1654 roku.

## Zmarli
- 15 marca Jean Guiton, francuski przywódca protestancki[1].